# Дюна: Дім Атрідів (комікси)
«Дюна: Дім Атрідів» (англ. «Dune: House Atreides») — обмежена серія коміксів від видавництва «Boom! Studios», який є адаптацією приквелу до культового роману «Дюна» Френка Герберта — «Дюна: Дім Атрідів», від сценаристів оригінального роману Браяна Герберта і Кевіна Джеймс Андерсона, художники серії наразі ще не оголошені.
Обмежена серія стане першою адаптацією першоджерела від Браяна Герберта і Кевіна Джеймс Андерсона у мистецтві мальописних історій.

## Синопсис
Поки син імператора Елруда готує хитромудре царевбивство, юний Лето Атрід вирушає на річне навчання у механічний світ Ікса; планетолог на ім'я Пардот Кінес шукає таємниці Арракіса; а восьмирічний раб Дункан Айдаго переслідується своїми жорстокими господарями в жахливій грі, від якої він клянеться втекти й помститися. Але ніхто не може уявити собі, яка доля уготована їм: та, що зробить їх Відступниками — і творцями історії.

## Персонажі
- Лето Атрід
- Дункан Айдаго

## Розробка
11 травня 2020 року стало відомо, що роман 1999 року буде адаптований у 12-серійну комікс-серії авторами оригіналу: Браяном Гербертом та Кевіна Джеймс Андерсона. Видавництвом «Boom! Studios». Лос-Анджелеське видавництво коміксів придбало права на комікси та графічні романи за мотивами роману Дюна: Дім Атрідів — бестселер-The-New-York-Times, а також приквел до культової науково-фантастичної власності Френка Герберта — та запланувало 12-тивипускну адаптацію у комікс-мистецтво.
Дім Атредів покаже роман 1999 року у вигляді коміксів, дія якого відбувається більш ніж за три десятиліття до подій оригінального роману Герберта 1965 року — і розповість історію перших днів правління барона Харконнена, коли Пардот Кінес прибуває на Арракіс в пошуках джерел дорогоцінної прянощі — а 8-річний Дункан Айдаго рятується від рабства і вирушає на шлях до своєї долі.
«Вже минуло понад 20 років відтоді як Браян і я опублікували Дім Атрідів», перший з наших нових романів, дія якого відбувається у всесвіті Дюни Френка Герберта", — сказав Кевін Джеймс Андерсон у своїй заяві про проєкт. «Ми любили досліджувати всі можливості, які Френк створив для нас, і ці книги познайомили Дюну з абсолютно новою аудиторією. Тепер, адаптуючи Дім Атрідів до яскравого графічного формату, це немов заново відкривати для себе саму історію і весь світ. Тож більша частина роману візуально складається, союз коміксів і Дому Атрідів є природним.»
Генеральний директор Boom! і засновник компанії Росс Річі додав: «У сучасній історії мало романів з більшим впливом і постійною актуальністю, ніж Дюна, тож це велика честь для Boom! Studios — і для мене — бути частиною демонстрації цього незабутнього світу з читачами.»
Дюна: Дім Атрідів публікується в координації з «Herbert Properties LLC» й «Abrams ComicArts», які адаптуватимуть оригінальну Дюну Френка Герберта в три графічних романи, починаючи з осені 2020. Ці книги також будуть адаптовані Браяном Гербертом і Андерсоном, з малюнком від Рауль Аллен і Патрісії Мартін та обкладинками від Білла Сенкевича.

## Публікація
Старт серії запланований на кінець 2020 року.